# WFV-Pokal 1971/72
Der WFV-Pokal 1971/72 war die 20. Austragung des Pokalwettbewerbs der Männer im württembergischen Amateurfußball. Titelverteidiger war der VfL Sindelfingen. Im Finale am 2. Juli 1972 in Ravensburg setzte sich der VfR Aalen in einem torreichen Spiel mit einem 5:3-Finalsieg über den gastgebenden FV Ravensburg, bereits im Vorjahr Finalist, durch und wurde zum ersten Mal Landespokalsieger.

## Achtelfinale
| Datum      |                        | Ergebnis      |                   |
| ---------- | ---------------------- | ------------- | ----------------- |
| 10.06.1972 | SV Germania Bietigheim | 3:0 n. V.     | SV 03 Tübingen    |
| 11.06.1972 | FV Ravensburg          | 4:1           | SV Villingendorf  |
| 11.06.1972 | Sportfreunde Bitz      | 0:1           | FC Wangen 05      |
| 11.06.1972 | Stuttgarter SC         | 5:0           | TSV Crailsheim    |
| 11.06.1972 | TG Heilbronn           | 4:4 4:5 n. E. | VfR Aalen         |
| 11.06.1972 | TSV Eltingen           | 5:1           | FV Biberach       |
| 11.06.1972 | SpVgg Neckarsulm       | 3:1           | SKG Botnang       |
| 11.06.1972 | VfR Süßen              | 2:2 6:5 n. E. | SpVgg Lindau 1919 |

## Viertelfinale
| Datum      |                  | Ergebnis  |                        |
| ---------- | ---------------- | --------- | ---------------------- |
| 17.06.1972 | FC Wangen 05     | 1:0 n. V. | VfR Süßen              |
| 17.06.1972 | VfR Aalen        | 2:1 n. V. | SV Germania Bietigheim |
| 17.06.1972 | FV Ravensburg    | 3:1       | Stuttgarter SC         |
| 17.06.1972 | SpVgg Neckarsulm | 2:5 n. V. | TSV Eltingen           |

## Semifinale
| Datum      |                    | Ergebnis |                     |
| ---------- | ------------------ | -------- | ------------------- |
| 24.06.1972 | VfR Aalen (2AL)    | 2:1      | FC Wangen 05 (1AL)  |
| 24.06.1972 | TSV Eltingen (2AL) | 1:3      | FV Ravensburg (1AL) |

## Endspiel
| FV Ravensburg                                | FV Ravensburg | VfR Aalen | VfR Aalen |
| -------------------------------------------- | --- | --- | --------- |
| FV Ravensburg                                | \| 2. Juli 1972 in Ravensburg \| \| Ergebnis: 3:5 (3:2) \| \| Zuschauer: 2.000 \| \| Schiedsrichter: Erich Pfleiderer (Heilbronn) \|             | \| 2. Juli 1972 in Ravensburg \| \| Ergebnis: 3:5 (3:2) \| \| Zuschauer: 2.000 \| \| Schiedsrichter: Erich Pfleiderer (Heilbronn) \| | VfR Aalen |
| FV Ravensburg                                | Visic – Schlecht, Axel Strehle, Klaric, Schupp, Lüth, Vogler, Hermann Straub, Joachim Bayer, Hermann Ohlicher, Max Sterk (64. Günter Messarosch) | Holder (46. Kienzinger) – Merz, Willier, Anton Schlude, Goal, Hermle, Erwin Hadewicz, Herrmann, Mühl, Helmut Dietterle, Vogel        | VfR Aalen |
| FV Ravensburg                                | 1:1 Lüth (27.) 2:1 Bayer (29.) 3:2 Bayer (43.)                                                                                                   | 0:1 Dietterle (13.) 2:2 Dietterle (35.) 3:3 Hadewicz (79.) 3:4 Dietterle (89.) 3:5 Vogel (90.+3)                                     | VfR Aalen |
| 2. Juli 1972 in Ravensburg                   | | |           |
| Ergebnis: 3:5 (3:2)                          | | |           |
| Zuschauer: 2.000                             | | |           |
| Schiedsrichter: Erich Pfleiderer (Heilbronn) | | |           |

## Weblink
- Fußball-Almanach: WFV-Pokal 1954/55